# Afanásio Nikitin
Afanásio Nikitin ou Atanásio Nikitin (Афана́сий Ники́тин Afanasiy Nikitin em russo) (morto em 1472) foi um mercador russo e um dos primeiros europeus (após de Niccolò Da Conti) a viajar e documentar uma visita à Índia. Ele descreve sua viagem na narrativa conhecida como A jornada através dos três mares (Khozheniye za tri morya).